# José Luis Perlaza
José Luis Perlaza Napa, né le 6 octobre 1981, est un footballeur équatorien. Il joue au poste de défenseur avec l'équipe d'Équateur et le club de Barcelona Sporting Club. Il mesure 1,93 m.

## Carrière

### En club
- 2001-2009 : CD Olmedo -  Équateur
- 2009- : Barcelona Sporting Club -  Équateur

Il a disputé trois Copa Libertadores au cours des saisons 2002-2006

### En équipe nationale
Il a joué avec l'équipe d'Équateur des moins de 23 ans.
Perlaza participe à la coupe du monde 2006 avec l'équipe d'Équateur.